# Drežniška koza
Drežniška koza ali bovška koza, v kozjereji poznana tudi z okrajšavo DR, je slovenska avtohtona pasma domače koze, ki izvira iz območja Posočja. Trenutno predstavlja edino kozjo pasmo, ki jo uvrščamo med slovenske – bodisi avtohtone bodisi tradicionalne – pasme domačih živali. Gre za srednje veliko kozo pretežno temnejših odtenkov, ki se uporablja tako za pridobivanje mleka in izdelovanje mlečnih izdelkov kot tudi prirejo mesa.

## Izvor in razširjenost
Drežniška koza je pasma, ki ima svoje poreklo v severozahodni Sloveniji, na območju Posočja, specifično v Drežnici in Bovcu. Pasma je svoje ime dobila po naselju Drežnica, nekateri pa z mislijo na Bovec pasmi pravijo bovška koza. Danes se drežniške koze pojavljajo predvsem na območju svojega porekla, torej okolici Bovca in Drežnice, v Tolminu in v manjših čredah tudi drugod po Sloveniji.
Na pasmo je močno vplival zapostavljen položaj kozjereje kot živinorejske panoge. Pretekle oblasti slovenskega območja so namreč prepovedovale ali vsaj do neke mere omejevale pašo koz na določenih območjih, zato organizirana in sistematična vzreja drežniške koze dolgo časa ni bila mogoča. Velik udarec je pasma doživela po drugi svetovni vojni, ko je zabeležila kritičen upad staleža. Danes naj bi v Sloveniji prebivalo med 880 in 900 drežniških koz (l. 2020), pri čemer naj bi bilo število osebkov ustaljeno. V rejski register je bilo leta 2021 uvrščenih 722 plemenic in 101 plemenjakov.

## Značilnosti
Živali te pasme so opredeljene kot koze srednjega okvirja, ki v primeru kozlov v povprečju tehtajo od 65 do 80 kg in dosežejo od 65 do 75 cm višine, medtem ko so koze ženskega spola težke od 45 do 60 kg in povprečno zrastejo od 60 do 70 cm. Kozji samci se ponašajo z izrazitim čelnim čopom in poudarjeno, dolgo brado, ki se pojavlja tudi pri nekaterih samicah. Na robustni, konveksno profilirani glavi, ki ima kratka ušesa, se pri kozlih in deležu koz pojavljajo vrstno specifično ukrivljeni roženi derivati – rogovi, občasno dolgi tudi do enega metra. Kozji parklji so čvrsti in kozam omogočajo varno plezanje po strmih skalinah.

### Dlaka in obarvanost
Za pasmo je značilna raznolika obarvanost dlake, a so koze praviloma temnejših odtenkov; večina živali je črna (1/3 populacije) ali črno-rjava, manj pogosto se pojavljajo koze, ki so sivo-črne, rjave, rumenorjave, črne z belimi naglavnimi lisami ali vzorci na trupu in bele s črnimi lisami. Občasno je dlaka hrbta in stegen daljša. Med slovenskimi kozjerejci se za poimenovanje obarvanosti različnih drežniških koz uporablja posebna terminologija; tako se nekaterim kozam pravi, da so rumene (koze oranžne dlake), golobaste (prednji del svetel, zadnji del temen), vajsaste ali bajsaste (pretežno bele), zelene (koze s tako imenovanim sivim vzorcem, kjer so med črnimi dlakami bele oziroma sive), sajaste (črno-rjave ali rjave), zelena plista (živali so črne ali sivo-črne in imajo čelno rožo), pirnjaste ali blekaste (bele koze s črnimi lisami), cimbaste (koze z daljšo dlako na stegnih in hrbtu), ribaste (črne koze, ki imajo rjav vrat), cevnjaste (dolgodlake) in gamsaste (pretežno rjave). Nekateri strokovnjaki menijo, da naj bi bila takšna raznolikost obarvanosti posledica parjenja samic drežniške koze s kozli drugih pasem.

## Vzreja in uporabnost
Drežniško kozo se praviloma goji na tradicionalen – ekstenziven način, pri čemer se živali v ugodnem delu leta prosto pasejo na razmeroma visoko ležečih gorskih in hribovskih pašnikih. Koze so zaostrenih pogojev visokogorske paše vajene in zmorejo uspevati tudi v skromnejših razmerah, hrano pa lahko pridobijo celo na strmejših in težko dostopnih površinah. V zimskem času so koze nastanjene v hlevih, kjer se hranijo s senom. Kozja paša naj bi pomembno vplivala na visokogorske ekosisteme, saj te živali preprečujejo zaraščanje pašnih površin.
Pasmo se glede na uporabnost deli na dva tipa; mesni in mlečni tip. Koze mesnega tipa, ki so praviloma manj plodne (povprečno število skotenih mladičev je 1,07), močnih kosti, robustne in že na pogled bolj mišičaste, so značilnost predelov v bližini Drežnice, medtem ko so bolj rodovitne (povprečno število skotenih mladičev je 1,36) in manj robustne živali mlečnega tipa pogostejše na bovškem območju. Koze mlečnega tipa imajo mnogokrat precepljeno, temno obarvano vime z neizenačenim številom seskov, medtem ko je vime koz mesnega tipa majhno in s kratkimi seski. Drežniške koze, namenjene prireji mesa, so manj časa v stiku s človekom in so zato živahnejše ter imajo izrazitejši temperament. Mesne koze se v glavnem vzreja zaradi kozličev, medtem ko so mlečne koze namenjene tudi pridobivanju mleka (povprečna mlečnost v laktaciji znaša 360 kg, nekatere živali dosežejo celo 500 kg), iz katerega se pogosto izdeluje kozji sir, poznan pod imenom bovški sir. Mleko drežniške koze sestoji iz 4,3 % maščob in 3,4 % beljakovin. V živilski proizvodnji se pri sirjenju velikokrat poleg mleka drežniške koze uporablja tudi mleko krav in ovac, kot stranski produkt pa nastajata sirotka in albuminska skuta.